# 大澤奈留美
大澤 奈留美（おおさわ なるみ、1976年5月22日 - ）は、日本棋院東京本院所属の囲碁女流棋士。埼玉県さいたま市（旧大宮市）出身。埼玉県立大宮東高等学校卒。菊池康郎に師事。

## 略歴
- 父は碁会所を営んでいた影響で、6歳から囲碁を学び始める。妹、上田崇史と同じ碁会所で打つ。9歳でアマチュア向け秀行塾に参加。緑星囲碁学園に小学5年から通い実力をつける。
- 妹の大澤摩耶も緑星囲碁学園出身の、元日本棋院院生で、全日本女流アマ選手権で優勝歴のある強豪で囲碁・将棋チャンネル「記憶の一局」で聞き手を務めていた。摩耶の娘で、奈留美の姪になる大須賀聖良も、2020年に囲碁棋士になった[2][3][注釈 1]。
- 1988年8月 大宮市立蓮沼小学校6年で、第9回少年少女囲碁大会に埼玉県代表で出場し6位入賞。
- 1989年 日本棋院院生となる。
- 1997年 院生退会後、全日本女流アマ選手権に出場し優勝（のちに大澤摩耶も優勝し、姉妹で優勝は史上初）。外来として、女流特別採用試験を受け、8勝1敗で加藤啓子と並ぶも、決定戦で加藤を半目差で下し入段を決める。尚1敗は加藤に敗れたもの[6]。
- 1999年 女流鶴聖戦で小林泉美女流鶴聖を下し棋戦優勝。初段での棋戦優勝は日本棋院初であった。
- 2000年 女流鶴聖戦で青木喜久代女流名人に敗れ準優勝[7]。
- 2003年 女流鶴聖戦で梅沢由香里に勝ち優勝[8]。またこの回にて女流鶴聖戦は他棋戦と統合され終了したため、最後の女流鶴聖となった。
- 2004年 女流鶴聖戦の後継棋戦であるJAL女流早碁で祷陽子を下し、優勝。また、女流早碁もこの回を持って終了したため、最後のJAL女流となった。
- 2006年 この年から開催された若鯉戦（非公式棋戦）で3位入賞[9]。
- 2012年 文化庁文化交流使に指名される[10]。

## 昇段履歴
- 1998年4月1日 初段
- 1999年9月 二段
- 2003年 三段
- 2009年10月16日 四段（勝星規定）
- 2020年7月3日 五段（勝星規定）[11]

## 良績
- 女流鶴聖2期 （21期、24期） 準優勝1回 （22期）
- JAL女流早碁1回（第2回）
- リコー杯プロ棋士ペア碁選手権優勝1回 （14回、趙治勲とのペア） 準優勝1回 （7回、林海峰とのペア）